# ブルーノ・レールツァー

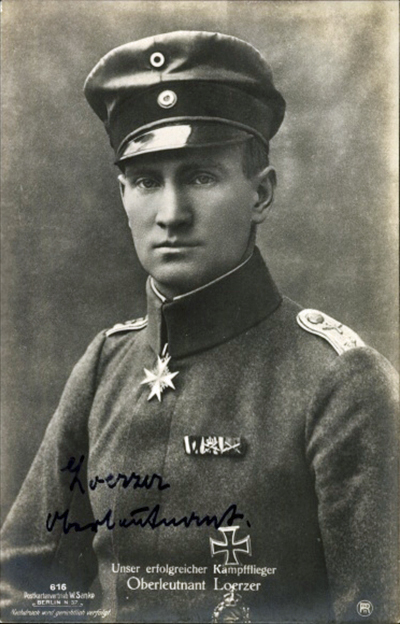
1918年撮影

ブルーノ・レールツァー（Bruno Loerzer、1891年1月22日 - 1960年8月22日）は、ドイツの陸軍軍人、空軍軍人。最終階級はドイツ帝国陸軍大尉（Hauptmann）、ドイツ国防軍空軍上級大将（Generaloberst）。

## 経歴

### 生い立ち
1891年1月22日、ドイツ帝国・プロイセン王国の首都ベルリンに生まれる。1911年9月13日にバーデン陸軍第112歩兵連隊に入営した。ポツダムの士官学校に入学し、1912年3月9日に軍曹級士官候補生(Fahnenjunker-Unteroffizier)の階級を与えられた。1912年5月22日には下級曹長級士官候補生 (Fähnrich) に昇進。1913年1月27日に士官学校を卒業して少尉 (Leutnant) に任官した。第112歩兵連隊には後にドイツ空軍総司令官となるヘルマン・ゲーリングがおり、2人は深い親交を結んだ。またレールツァーはハプスハイム (de:Habsheim) やフライブルクの航空学校へ通うようになった。

### 第一次世界大戦

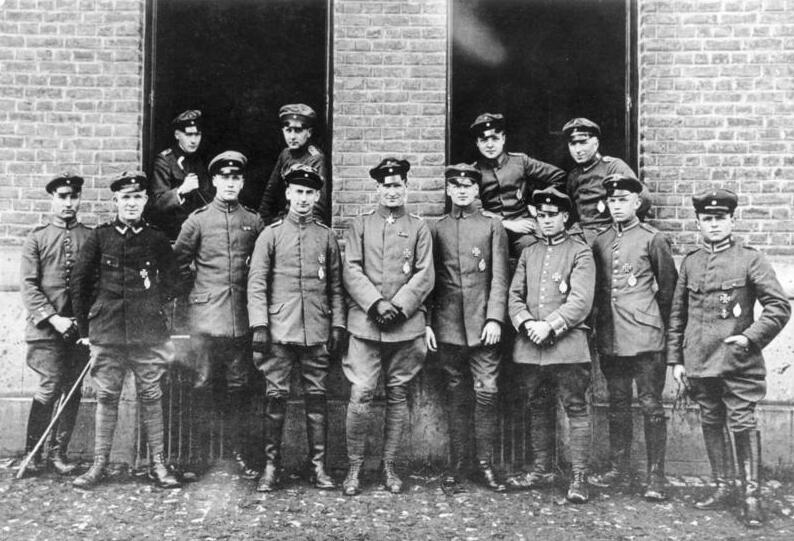
1918年5月、レールツァーが指揮する第26飛行中隊の隊員の記念写真。中央がレールツァー。

第一次世界大戦が開戦するとダルムシュタットに駐留する航空隊部隊に配属された。ゲーリングも航空隊へ移籍し、レールツァーの操縦する航空機の観測員となった。2人は偵察活動に優秀な成果を残し、1915年3月には二級鉄十字章を授与された。
1915年6月から戦闘機パイロットとしての訓練を受け、8月に第25野戦飛行大隊に配属される。ゲーリングも戦闘機パイロットとしての訓練を受けたあとの9月にここに配属されており、二人はともに戦闘機パイロットとして出撃した。1916年3月21日に初めて敵機を撃墜して一級鉄十字章を授与された。4月18日には中尉 (Oberleutnant) に昇進した。
1917年2月に第26飛行中隊の指揮官に任じられた。ゲーリングが指揮する第27飛行中隊とは作戦を共にすることが多く、フランダース上空での格闘戦ではフランス軍機に狙われたゲーリングの危機をレールツァーが救い、その後、逆にイギリス軍機に狙われたレールツァーの危機をゲーリングが救うといった場面が見られた。1917年末までにレールツァーの撃墜スコアは20機に達し、第3航空戦闘団の指揮官に任じられた。
1918年2月12日には26機撃墜の功でプール・ル・メリット勲章を授与された。その数日後には参謀総長パウル・フォン・ヒンデンブルク元帥から祝福の電報を個人的に送られた。レールツァーはその後も大戦が終わるまで出撃し続けた。終戦の時の撃墜スコアは44機だった。階級は大尉 (Hauptmann) まで昇進していた（大尉への昇進は1918年10月2日）。

### 戦間期
戦後、バルト義勇軍に所属する飛行士になったが、1920年3月には退役した。その後、「ドイツ航空機、民間パイロット帝国連盟」(Reichsverbandes der deutschen Luftfahrzeughalter, einer zivilen Pilotenvereinigung) の会長を務めた。
1933年に国家社会主義ドイツ労働者党 (ナチ党) が政権を掌握すると航空国家弁務官に就任したヘルマン・ゲーリングより「ドイツ航空スポーツ連盟」(Deutschen Luftsportverbandes、略称DLV) の会長に任命された。この機関はヴェルサイユ条約により航空戦力の保有を禁止されていたドイツが将来ドイツ空軍を再建させた時に備えて飛行士を育成しておく地下訓練グループだった。
1935年3月にゲーリングを総司令官とするドイツ空軍が公式に発足。レールツァーは4月1日付けで大佐(Oberst)階級で入隊した。1938年4月1日には少将 (Generalmajor) に昇進するとともに空軍の戦闘機総監に就任した。

### 第二次世界大戦

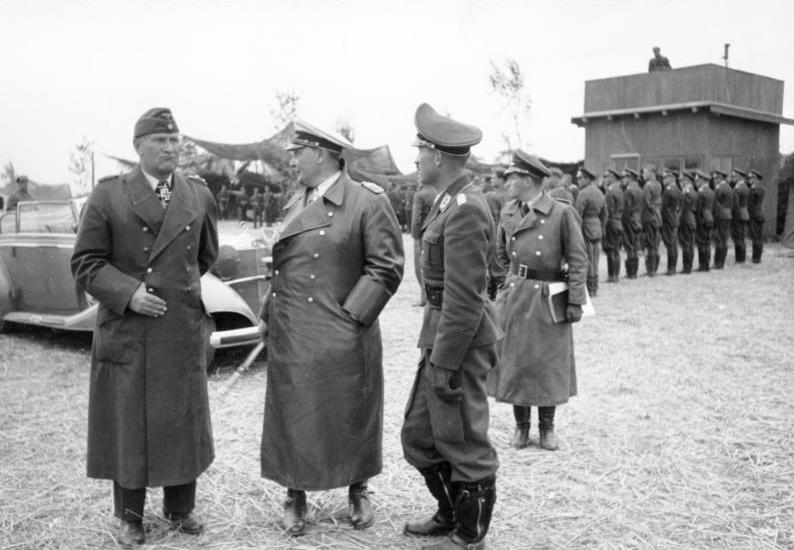
1940年9月、レールツァー（左）、ゲーリング（中央）、ガーランド（右）。

1939年2月1日に第2航空師団長に任命され、9月1日から始まったポーランド侵攻戦に同師団の指揮官として参加した。師団は1939年10月に第2航空軍団に昇格し、レールツァーが引き続き軍団長を務めた。1940年1月1日に中将 (Generalleutnant) に昇進。
フランス侵攻戦ではレールツァーの航空軍団はアルベルト・ケッセルリンク上級大将指揮下の第2航空艦隊に属し、スダン空爆を行ってドイツ陸軍A軍集団の進撃路を開いている。フランス戦における功績で1940年5月29日に騎士鉄十字章を受章。1940年7月19日には航空大将 (General der Flieger) に昇進した。
続くイギリス本土航空戦でレールツァーの航空軍団はフランスのカレーに基地を置き、イギリス本土への空爆に参加したが、イギリス戦闘機軍団の迎撃を受けて大損害を出してしまった。

1941年6月にはじまった独ソ戦ではレールツァーの航空軍団はケッセルリンクの第2航空艦隊に属して参加し、ハインツ・グデーリアン上級大将率いる第2装甲集団の進撃を助けた。1941年10月にケッセルリンクとともにイタリア・シチリア島のメッシーナへ移された。1942年10月に北アフリカ戦線でアメリカ軍とイギリス軍がアルジェリア・モロッコに上陸。これを迎え撃つドイツ陸軍の援護にあたった。しかし戦況は思わしくなく、1943年2月には第2航空軍団長を解任された。

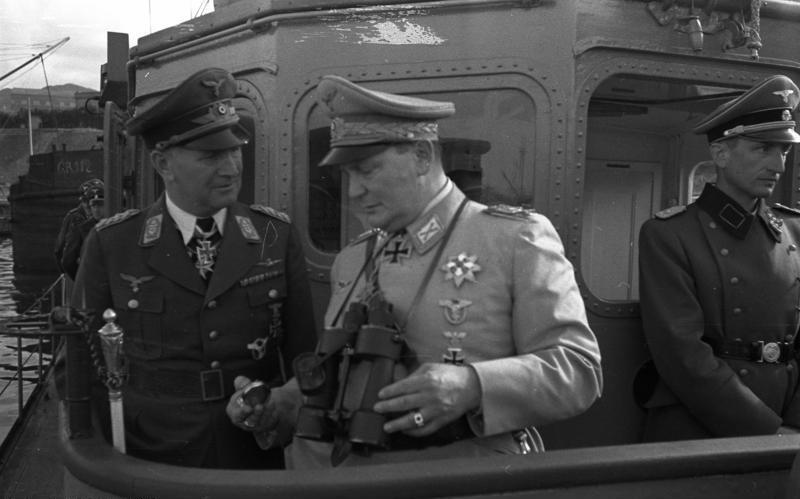
1942年、レールツァー（左）とゲーリング（中央）

一方でゲーリングは旧友を気遣い、1943年2月16日付けでレールツァーを上級大将 (Generaloberst) に昇進させるとともに、空軍人事局長に任じた。東プロイセン・ラステンブルクの総統大本営「ヴォルフスシャンツェ」でゲーリングやヒトラーとしばしば面会した人物である。1944年4月20日には国家社会主義航空軍団の上級集団指導者 (Obergruppenführer) に就任した。
1944年12月20日に空軍人事局長を退任して予備役となった。1945年初頭にベルヒテスガーデンへ移動。1945年4月29日に退役した。しかし間もなくアメリカ軍に捕えられ、捕虜収容所へ送られた。

### 戦後
ニュルンベルク裁判においてヘルマン・ゲーリングのための性格証人になることを要請されたが、レールツァーは拒否している。1947年に身柄をダッハウに移されたが、1948年には釈放された。その後はハンブルクで暮らした。1960年8月22日に同地で死去。